# Wer Kollegen hat, braucht keine Feinde
Wer Kollegen hat, braucht keine Feinde ist ein Drama des Regisseurs Martin Enlen aus dem Jahr 1995. In der Hauptrolle verkörpert Heino Ferch den Softwarespezialisten Georg Meier, den nicht nur private Probleme plagen.

## Handlung
Im Grunde ist Georg Meier ein renommierter Softwareentwickler, der beruflich auf der Erfolgsspur ist. Jedoch plagen ihn private Probleme: Seine Frau hat sich von ihm scheiden lassen und die beiden aus der Ehe hervorgegangenen Kinder sieht er kaum noch. Da seine Ex-Frau im Moment gerade auf einer Weiterbildung ist, hat sie ihm die beiden jedoch vorübergehend wieder anvertraut. Dies bringt ihn zu der Erkenntnis, dass zwar seine berufliche Tätigkeit, die zwischen Bits und Bytes, zwischen Interface-Schnittstellen und einer Welt der Hyperlinks ist, nur eine Seite seines Lebens darstellen kann. Die andere Seite, die ihm zunehmend wichtiger erscheint, ist die des fürsorglichen Vaters seiner Kinder.
Es stellt sich heraus, dass sein ehrgeiziger Vorgesetzter, Mark Heller, nur auf einen solchen Moment gewartet hat, in dem sein Untergebener ein kleines Tief zu durchleben scheint. Des Weiteren ist Heller sowieso nicht davon überzeugt, dass Computerprogramme, die in Deutschland entwickelt werden, eine Chance auf dem internationalen Markt haben: Er hat bereits im Sinn, diverse Kooperationen mit Anbietern des chinesischen und des amerikanischen Marktes einzugehen, die in seinen Augen die besseren und auch noch die billigeren Produkte anbieten können. Der macht- und geldgierige Heller ist außerdem der festen Überzeugung, dass sich durch eine Zusammenarbeit mit internationalen Softwarekonzernen seine eigenen Gewinnmargen deutlich steigern könnten.
Im weiteren Verlauf der Handlung verliebt sich der Softwareentwickler Georg ausgerechnet in Sylvie, eine ehemalige Freundin Hellers. Eigentlich hatte Heller geplant, mit Sylvies Hilfe das Betriebsklima in der gesamten Abteilung zu vergiften und auf einen Schlag die gesamte, in seinen Augen nur Verlust bringende Abteilung aus dem Unternehmen zu entfernen.
Hellers Pläne gehen zunächst auf: Georgs Sekretärin Helga Frühauf verlässt das Unternehmen. Des Weiteren ist die gesamte Belegschaft bereits in Angst versetzt worden, denn niemand weiß, wen es als Nächstes treffen wird. Auch Georgs Zukunft im Unternehmen steht jetzt auf dem Spiel.
Das ist der Moment, an dem Georg die Tragweite des Handelns seines Vorgesetzten Hellers erkennt und beschließt, sich diese Vorgehensweise nicht länger bieten zu lassen. Gemeinsam mit Sylvie plant er einen Gegenschlag.

## Produktionsnotizen
Andreas Meyer produzierte für die Multimedia Gesellschaft für Audiovisuelle Information mbH (Hamburg).

## Erscheinungstermine
Wer Kollegen hat, braucht keine Feine wurde erstmals am 13. Dezember 1995 in der ARD ausgestrahlt. Mehrere Wiederholungen folgten, beispielsweise am 24. Oktober 2012 im Bayerischen Fernsehen.

## Kritiken
Der Fachverlag Kino.de urteilt: „Schon 1995 setzte Autorin Gabriela Sperl das immer noch hochaktuelle Thema Mobbing in einem Drama um. Regisseur Martin Enlen machte daraus ein spannendes Psychodrama. Hauptdarsteller Heino Ferch wiederum freute sich über die für ihn untypische Rolle. Der eher auf harte Kerle abonnierte Schauspieler durfte “endlich mal einen schwächlichen Eigenbrötler spielen, der die Gefahr erst im letzten Moment erkennt”.
TV Spielfilm ist der Ansicht, dass es sich bei dem Film um einen bösen Mobbing-Crashkurs handelt. Das Fazit der Programmzeitschrift lautet: „Teamwork ist out, Mobbing dagegen in“.